# Суурпалу
Су́урпалу (ест. Suurpalu küla) — село в Естонії, у міському самоврядуванні Пайде повіту Ярвамаа.

## Населення
Чисельність населення на 31 грудня 2011 року становила 76 осіб.

## Географія
Через населений пункт проходить автошлях 25 (Мяекюла — Коеру — Капу).

## Історія
З 24 жовтня 1991 до 25 жовтня 2017 року село входило до складу волості Пайде.